# Kazimierz Babkiewicz
Kazimierz Babkiewicz (ur. 1951 w Kodniu) – artysta malarz, rysownik, autor grafik i ekslibrisów, a także publicysta kulturalny.
W latach 1966–1970 uczęszczał do Państwowego Liceum Sztuk Plastycznych w Lublinie. Następnie studiował w latach 1970–1976 na Wydziale Sztuk Pięknych Uniwersytetu Mikołaja Kopernika w Toruniu. Dyplom otrzymał w 1976 w pracowni prof. Mieczysława Wiśniewskiego. Od 1978 roku mieszka w Sławnie. Jest członkiem Związku Polskich Artystów Plastyków.

## Twórczość artystyczna
Zajmuje się głównie malarstwem olejnym oraz rysunkiem, pastelami i grafiką (w tym także ekslibris). Najczęstszym motywem jego prac jest pejzaż martwa natura, portrety, wykonuje kopie dawnego malarstwa.
Od 2001 roku był komisarzem artystycznym 7 plenerów i kilkunastu wystaw poplenerowych pt. „Zobaczyć Łącko” w Łącku (gmina Postomino), a od 2003 był komisarzem 30 wystaw prezentowanych w Galerii „w Ratuszu” w Urzędzie Miejskim w Sławnie.
Eksponował swoje dzieła na 47 wystawach indywidualnych w galeriach i muzeach w: Sławnie, Słupsku, Łebie, Międzyrzecu Podlaskim, Białej Podlaskiej, Koszalinie, Darłowie, Ustce, Bytowie, Połczynie-Zdroju, Kielcach, Łącku i Końskich, w Niemczech w Rinteln i Bad Nenndorf, w Rosji w Petersburgu, w Bułgarii w Sofii.
Jego prace zaprezentowano na 62 wystawach zbiorowych. Twórczość Babkiewicza odnotowana jest w ponad 145 pozycjach bibliograficznych – katalogach wystaw, czasopismach i na stronach internetowych.
Dzieła Babkiewicza znajdują się w zbiorach: Muzeum Zamku Książąt Pomorskich w Darłowie, Bałtyckiej Galerii Sztuki Współczesnej w Słupsku, Biurze Wystaw Artystycznych w Kielcach, Miejskiej Bibliotece Publicznej w Gliwicach, Muzeum Regionalnym w Łukowie - w trakcie pozyskiwania oraz w Domie na Humora i Satirata w Gabrowie w Bułgarii, w Centralnoj rajonnoj bibliotece im. Leonida Sobolewa w Sankt Petersburgu w Rosji i Muzeum Florean w Baja Mare w Rumunii.

## Nagrody
- nagroda Ministerstwa Kultury i Turystyki Republiki Bułgarii na Siedemnastym Międzynarodowym Biennale Humoru i Satyry w Sztuce w Gabrowie w Bułgarii w 2005 roku[4].
- dyplom – wyróżnienie na wystawie International Biennal Contest „Gramarina 2007” w Maritime Art Gallery of Odessa Sea Trade Port w Odessie na Ukrainie 2007.
- nagroda Ministra Kultury i Turystyki Międzynarodowy Konkurs na Exlibris o tematyce marynistycznej w Odessie na Ukrainie – prestiżowe wyróżnienie[4].

## Literatura
- Lucjan Hanak, Kazimierz Babkiewicz Kazimierz Babkiewicz. Pejzaże pomorskie, Słupsk, 2007